# هایکلیف
هایکلیف (انگلیسی: Highcliff) ساختمان مسکونی ۷۳ طبقه مستقر در هنگ کنگ است، که پروژه ساخت آن در سال ۲۰۰۰ آغاز شد و در سال ۲۰۰۳ به بهره‌برداری رسید.